# Чемпіонат світу з кросу 1993
Чемпіонат світу з кросу 1993 був проведений 28 березня в Аморебієті.
Місце кожної країни у командному заліку серед дорослих чоловічих команд визначалося сумою місць, які посіли перші шестеро спортсменів цієї країни. При визначенні місць дорослої жіночої та обох юніорських команд брались до уваги перші чотири результати відповідно.

## Чоловіки
| Першість | Золото | Золото                             | Срібло | Срібло                          | Бронза | Бронза                         |
| -------- | --- | ---------------------------------- | --- | ------------------------------- | --- | ------------------------------ |
| Особиста | Вільям Сігеї Кенія | 32.51                              | Домінік Кіруї Кенія | 32.56                           | Ісмаель Кіруї Кенія | 32.59                          |
| Командна | КеніяВільям Сігеї Домінік Кіруї Ісмаель Кіруї Мозес Тануї Єзекіїль Біток Пол Тергат Ондоро Осоро Джеймс Каріукі Ентоні Кіпроно | 25 очок1 2 3 4 5 10 (13) (15) (30) | ЕфіопіяХайле Гебрселассіє Аддіс Абебе Ворку Бікіла Фіта Баїсса Абрахам Ассефа Гебремічаель Кідане Фекаду Дегефу Н Урге Аєле Мезгебу | 827 8 9 16 19 23 (28) (42) (61) | ПортугаліяДомінгуш Каштру Паулу Герра Карлуш Монтейру Жуакін Пінейру Жуан Жункейра Карлуш Патрісіу Жозе Регалу Едуарду Енрікеш | 16712 21 22 25 41 46 (57) (89) |

| Першість | Золото                                                                             | Золото             | Срібло                                                                              | Срібло              | Бронза | Бронза                  |
| -------- | ---------------------------------------------------------------------------------- | ------------------ | ----------------------------------------------------------------------------------- | ------------------- | --- | ----------------------- |
| Особиста | Філіп Мосіма Кенія                                                                 | 20.18              | Крістофер Коскеї Кенія                                                              | 20.20               | Джозфат Мачука Кенія                                                                                           | 20.23                   |
| Командна | КеніяФіліп Мосіма Крістофер Коскеї Джозфат Мачука Лазарус Ньякерака Стенлі Кімутаї | 10 очок1 2 3 4 (8) | ЕфіопіяТегену Абебе Хабте Джіфар Тібебу Рета Гета Цега Толоса Гебре Текаленьє Шеває | 275 6 7 9 (10) (17) | МароккоСалах ель Газі Гішам ель Герруж Абдельмаджід ель Бубкарі Дрісс ель Гімер Мохамед ель Гаттаб Ірба Лахаль | 7611 15 18 32 (41) (51) |

## Жінки
| Першість | Золото                                                                               | Золото                      | Срібло                                                                              | Срібло                  | Бронза                                                                              | Бронза                  |
| -------- | ------------------------------------------------------------------------------------ | --------------------------- | ----------------------------------------------------------------------------------- | ----------------------- | ----------------------------------------------------------------------------------- | ----------------------- |
| Особиста | Марія Альбертіна Діаш Португалія                                                     | 20.00                       | Катеріна Мак-Кірнан Ірландія                                                        | 20.09                   | Лінн Дженнінгс США                                                                  | 20.09                   |
| Командна | КеніяПолін Конга Геллен Кімайо Естер Кіплагат Джейн Нгото Лідія Черомеї Тегла Лорупе | 52 очки7 12 16 17 (32) (80) | ЯпоніяКанбаясі Кадзумі Фукуяма Цугумі Осакі Юмі Аракі Кумі Ясака Акі Судзукі Хіромі | 9310 20 27 36 (37) (61) | ФранціяФаріда Фате Оділь Оє Аннетт Паллюї Аннік Клувель Марія Ребело Марі-Елен Дюпу | 1008 14 34 44 (46) (59) |

| Першість | Золото                                                                        | Золото             | Срібло                                                                                  | Срібло                | Бронза                                                                        | Бронза             |
| -------- | ----------------------------------------------------------------------------- | ------------------ | --------------------------------------------------------------------------------------- | --------------------- | ----------------------------------------------------------------------------- | ------------------ |
| Особиста | Гледіс Ондейо Кенія                                                           | 14.04              | Памела Чепчумба Кенія                                                                   | 14.09                 | Саллі Барсосіо Кенія                                                          | 14.11              |
| Командна | КеніяГледіс Ондейо Памела Чепчумба Саллі Барсосіо Геллен Кімутаї Кетрін Кіруї | 10 очок1 2 3 4 (6) | ЯпоніяКато Акіко Міядзакі Адзумі Накахіто Сатіко Кубота Юко Імура Йосіко Такахасі Тіємі | 418 9 10 14 (16) (25) | ЕфіопіяАлеміту Бекеле Аскале Береда Єші Гебрселассіє Текле Гетенеш Лейла Аман | 6112 13 17 19 (28) |

## Медальний залік
| Місце               | Країна              | Золото | Срібло | Бронза | Загалом |
| ------------------- | ------------------- | ------ | ------ | ------ | ------- |
| 1                   | Кенія               | 7      | 3      | 3      | 13      |
| 2                   | Португалія          | 1      | 0      | 1      | 2       |
| 3                   | Ефіопія             | 0      | 2      | 1      | 3       |
| 4                   | Японія              | 0      | 2      | 0      | 2       |
| 5                   | Ірландія            | 0      | 1      | 0      | 1       |
| 6                   | Марокко             | 0      | 0      | 1      | 1       |
| 6                   | США                 | 0      | 0      | 1      | 1       |
| 6                   | Франція             | 0      | 0      | 1      | 1       |
| Загалом (8 збірних) | Загалом (8 збірних) | 8      | 8      | 8      | 24      |

## Українці на чемпіонаті
Збірна України участі в чемпіонаті не брала.

## Відео
- Підсумки чемпіонату на YouTube